# 収益性分析
収益性分析（しゅうえきせいぶんせき）は、財務分析の分野の一つ。企業がどれほどの利益を獲得しているかを分析するものである。

## 概要
収益性分析は、企業の財務諸表のデータを用いて、その企業がどれほどの利益を獲得しているかを分析するものである。企業が提供する商品またはサービスの競争力、販売活動、財務活動を含めた、企業の総合的な収益力を判定する根拠ともなる。
収益性分析の指標としては、一般には損益計算書上の利益の額を売上高で除した売上高利益率を用いる。この値が大きいほど収益性は高い。損益計算書上の費用の額を売上高で除した売上高費用比率も用いられる。この値は小さいほど収益性が高い。利益を資本（資産）の額で除した資本利益率は、利益率で表される収益性、回転率で表される効率性とを、同時に表す指標であると解釈することができる。
売上高利益率が前期に比べ低下した場合、企業の収益力の低下を意味することが多い。一方、企業が事業規模を拡大している際にも、一時的に薄利多売の販売戦略が採用される結果、売上高利益率が低下することがある。これら両者を区別するためには、売上高利益率の分析と合せて、売上高の時系列変化についても分析する必要がある。時系列変化の分析については、詳細は成長性分析を参照のこと。

### 業種による相違
効率性指標は、同一企業での時系列変化を見たり、同業他社間で比較したり、業種の平均値と比較したりして分析に活用する。業種の平均値としては、例えば中小企業庁が調査・公表しているデータを利用することができる。ただし業種が異なれば経営環境も異なってくるため、指標の数値を単純比較することはできない。
例えば、小売業の売上高利益率は概して低い。これは業種全体として薄利多売を志向していることが多いためである。一方、小売業の資本回転率は一般に高水準となっている。このため、結果として資本利益率は他の業種とさほど差がない。
また、売上高売上総利益率に関していえば、製造業の中でも、食品製造業や製紙業などの成熟市場においては概して低く、製薬業では高い。しかし、製薬会社は多額の研究開発費を支出するため、売上高営業利益率においてはそれほど差がなくなる。

## 売上高利益率
売上高利益率もしくは利益対売上高比率は、損益計算書上の利益の額を売上高で除した値である。分子としてどのような利益を使用するかによって、以下のような指標がある。
- 売上高総利益率（粗利率） ＝ 売上総利益 ÷ 売上高

売上高総利益率は、売上高から売上原価（製造原価）を差し引いた、売上総利益（粗利益）を元に算定されることから、企業が提供する商品（またはサービス）の競争力を測るために利用され、主に原価コスト（製造業では製造コスト・商店では仕入れコスト・サービス業ではサービスコスト）の巧拙を示す指標として用いられる。
- 売上高営業利益率 ＝ 営業利益 ÷ 売上高

売上高営業利益率は、売上総利益から販売費及び一般管理費を差し引いた、営業利益を元に算定されることから、企業が提供する商品（またはサービス）の内容と販売組織や本社運営の成果を合せた、企業（つまり本業）の収益力を示す指標である。転じて本業の競争力を示す指標として主に用いられる。
- 売上高経常利益率 ＝ 経常利益 ÷ 売上高

売上高経常利益率は、営業利益から営業外収益を加えて営業外費用を差し引いた、経常利益を元に算定されることから、本業と財務活動（いわゆる財テク）を併せた会社全体の収益力を示す指標として主に用いられる。
- 売上高税引前利益率 ＝ 税引前利益 ÷ 売上高
- 売上高当期純利益率 ＝ 当期純利益 ÷ 売上高
- EBITDAマージン ＝ EBITDA ÷ 売上高
- EBITマージン ＝ EBIT ÷ 売上高
- NOPATマージン ＝ NOPAT ÷ 売上高

## 売上高対キャッシュ・フロー比率
損益計算書上の利益ではなく、キャッシュ・フロー計算書上の値を用いて収益性を判定する方法もある。
- キャッシュフローマージン ＝ 営業キャッシュ・フロー ÷ 売上高

## 売上高費用比率
売上高費用比率もしくは費用対売上高比率は、損益計算書上の費用の額を売上高で除した値である。
- 売上高売上原価比率 ＝ 売上原価 ÷ 売上高
- 売上高販売管理費比率 ＝ 販売費及び一般管理費 ÷ 売上高
- 売上高研究開発費比率 ＝ 研究開発費 ÷ 売上高

## 資本利益率
資本利益率は、利益を資本（資産）で除した値である。利益率は利益を売上高で除した値であり、回転率は売上高を資本で除した値であるので、資本利益率は利益率と回転率の積として表すことができる。すなわち資本利益率は、利益率で表される収益性と、回転率で表される効率性とを、同時に表す指標であると解釈することができる。分母として用いられる項目によって次のような指標がある。
- 総資本利益率（総資産利益率） ＝ 当期純利益 ÷ 総資本（総資産） ＝ 売上高当期純利益率 × 総資本回転率
- 自己資本利益率 ＝ 当期純利益 ÷ 自己資本 ＝ 売上高当期純利益率 × 自己資本回転率